# Camarma de Esteruelas
Camarma de Esteruelas település Spanyolországban, Madrid tartományban. Camarma de Esteruelas Alcalá de Henares, Daganzo de Arriba, Fresno de Torote, Valdeavero és Meco községekkel határos. Lakosainak száma 8106 fő (2024).

## Népesség
A település népessége az utóbbi években az alábbiak szerint változott:
| Lakosok száma | 2543 | 4310 | 5759 | 6445 | 6808 | 7048 | 7084 | 7336 | 7595 | 8106 |
|               | 2001 | 2004 | 2007 | 2009 | 2012 | 2014 | 2017 | 2019 | 2022 | 2024 |